# Districte de Martigny

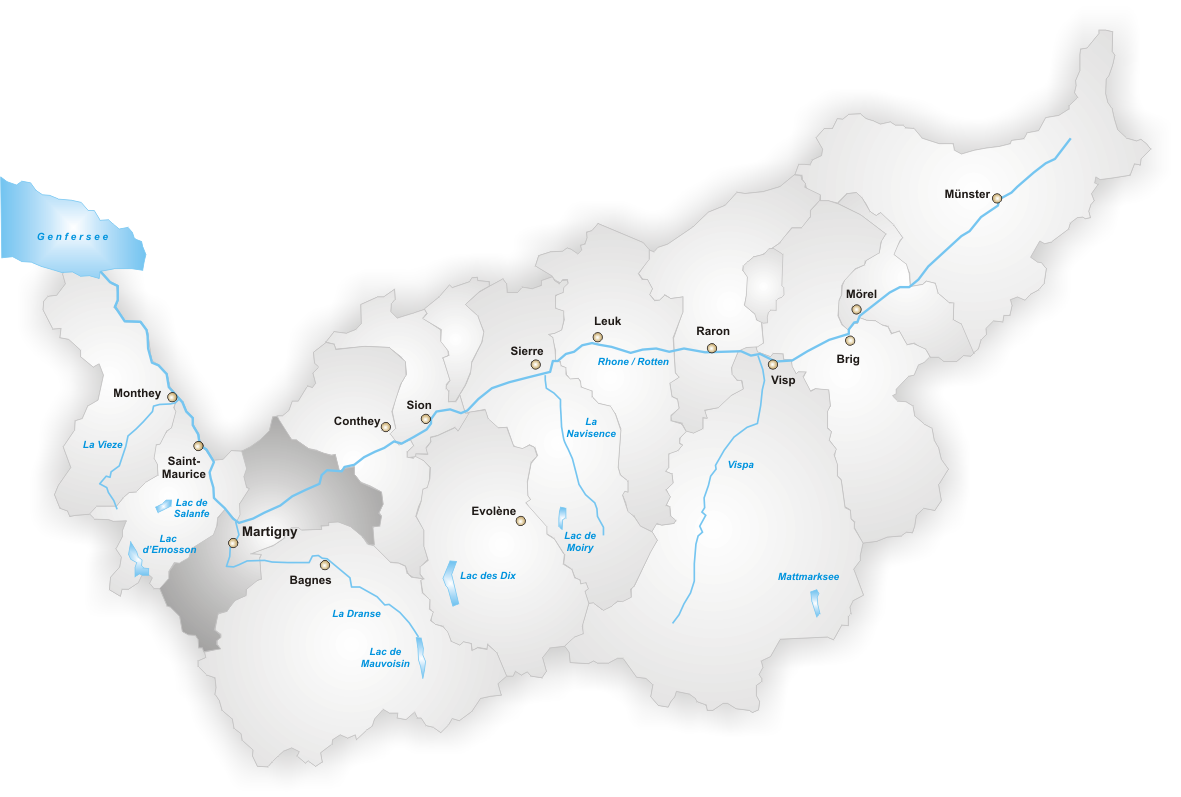
Districte de Martigny

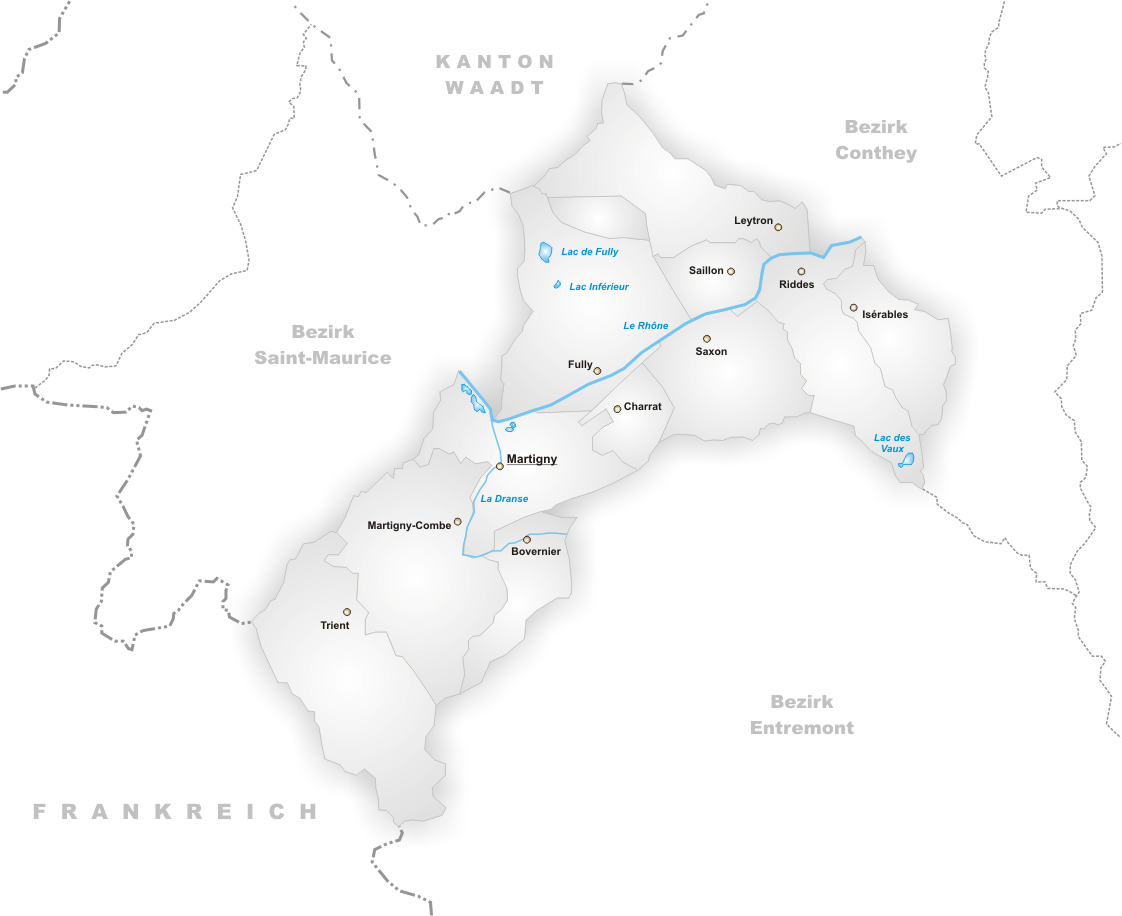
Municipis del districte de Martigny

Martigny és un dels 14 districtes del cantó de Valais. Està situat a la part occidental d'aquest cantó i compta amb una superfície de 263,3 km² i 36.627 habitants. La capital del districte és Martigny i té 11 municipis:
- 1932 - Bovernier
- 1906 - Charrat
- 1926 - Fully
- 1914 - Isérables
- 1912 - Leytron
- 1920 - Martigny
- 1921 - Martigny-Combe
- 1908 - Riddes
- 1913 - Saillon
- 1907 - Saxon
- 1929 - Trient